# Jean-Jacques Mourreau
Jean-Jacques Mourreau (né en 1943) est un essayiste et journaliste français.

## Biographie
Dans sa jeunesse, Jean-Jacques Mourreau lit avidement des auteurs tels qu'Ernst von Salomon ou Pierre Drieu La Rochelle. Se présentant comme « assistant en planning industriel », il est en 1969 l'un des membres fondateurs du GRECE, avec notamment Alain de Benoist et Jean Mabire. Il participe en son sein aux travaux de la commission Organisation, et appartient au comité de rédaction de Nouvelle École. Il s'en éloigne cependant à partir de 1973. Il est entre-temps embauché par la Compagnie française de journaux de Raymond Bourgine.
Il a été un des dirigeants des Comités d'action républicaine, qu'il a présidés de 1988 à 1990. Il rejoint en parallèle le Front national, puis les Comités espace nouveau en 1989,.
Il a collaboré à La Nouvelle Revue d'histoire dirigée par Dominique Venner, ainsi qu'à Nationalisme et République, Valeurs actuelles, Le Spectacle du Monde, Le Figaro histoire, Dossiers de l'Histoire, Historia. Il a utilisé le pseudonyme de Charles Viller, ainsi que celui d'Éric Eudes, Hans Zorn, de Jean Hohbarr.
Dans le cadre de l'élection présidentielle de 1988, il dirige la communication de la campagne de Jean-Marie Le Pen. En novembre 1989, il participe à Nice aux Assises internationales de la désinformation, organisées par l'Institut d'études de la désinformation et soutenues par la municipalité de Jacques Médecin.
Il appartient à l'Association des amis de Saint-Loup, et a participé en 1991 au volume Rencontres avec Saint-Loup. En 1999, il signe pour s'opposer à l'intervention de l'OTAN dans la guerre du Kosovo la pétition « Les Européens veulent la paix », initiée par le collectif Non à la guerre.
Depuis 2004, il dirige la collection « Alsatica » aux éditions Manucius.

## Publications
- La Perse des Grands Rois et de Zoroastre, avec Catherine Martinerie, Genève, Famot, « Grandes civilisations disparues », 1977.
- avec François comte de Clermont-Tonnerre, Michel Costantini, Les Grandes découvertes archéologiques du XXe siècle. L’Histoire arrachée à la terre, présentées par Jean Dumont, enquêtes et textes de François comte de Clermont-Tonnerre, Michel Costantini, Jean-Jacques Mourreau, Genève, Famot, 1979.
- Sous la dir. de Bruno Mégret, le pseudo. « Jean Hohbarr », et avec Jean-Claude Apremont, Didier Lefranc et Jean-Claude Jacquart (préf. Julien Freund), L'Impératif du renouveau : les enjeux de demain, Paris, Albatros, 1986, 191 p. (BNF 34902092).
- Dictionnaire sincère de l’Alsace singulière, Anglet, Séguier, 2002.
- Un été rhénan. Destins alsaciens dans les années vingt, Paris, Séguier, « Racines », 2001.  (ISBN 2-84049-215-6)
- La chasse sauvage éditions Copernic 1972